# 県道194号 (台湾)
県道194号（けんどう194ごう）は、台東県卑南郷知本森林遊楽区付近から同県台東市知本西部を結ぶ、全長6.2kmの台湾の県道である。

## 通過する自治体
- 台東県
  - 卑南郷
  - 台東市

## 接続する道路
- 台9線
- 国道5号（計画中）

## 施設
- 知本温泉
- 温泉国小学校